# NGC 4788
NGC 4788 is een balkspiraalstelsel in het sterrenbeeld Hoofdhaar. Het hemelobject werd op 23 april 1865 ontdekt door de Duits-Deense astronoom Heinrich Louis d'Arrest.

## Synoniemen
- MCG 5-30-123
- ZWG 160.7
- ZWG 159.112
- PGC 43874